# Лимпа
Лимпа (швед. limpa «буханка») — сладкий ржаной хлеб в шведской кухне. Это дрожжевой хлеб с добавлением специй и сливочного масла, подслащенный коричневым сахаром и патокой. Приправляется такими специями, как анис, тмин, семена фенхеля и, часто, апельсиновой цедрой. 
Выпекается на Рождество, типичное блюдо для традиционного рождественского шведского стола или юльбуда. Хлеб лимпа хорошо сочетается с джемом, желе или сливочным сыром.

## Приготовление

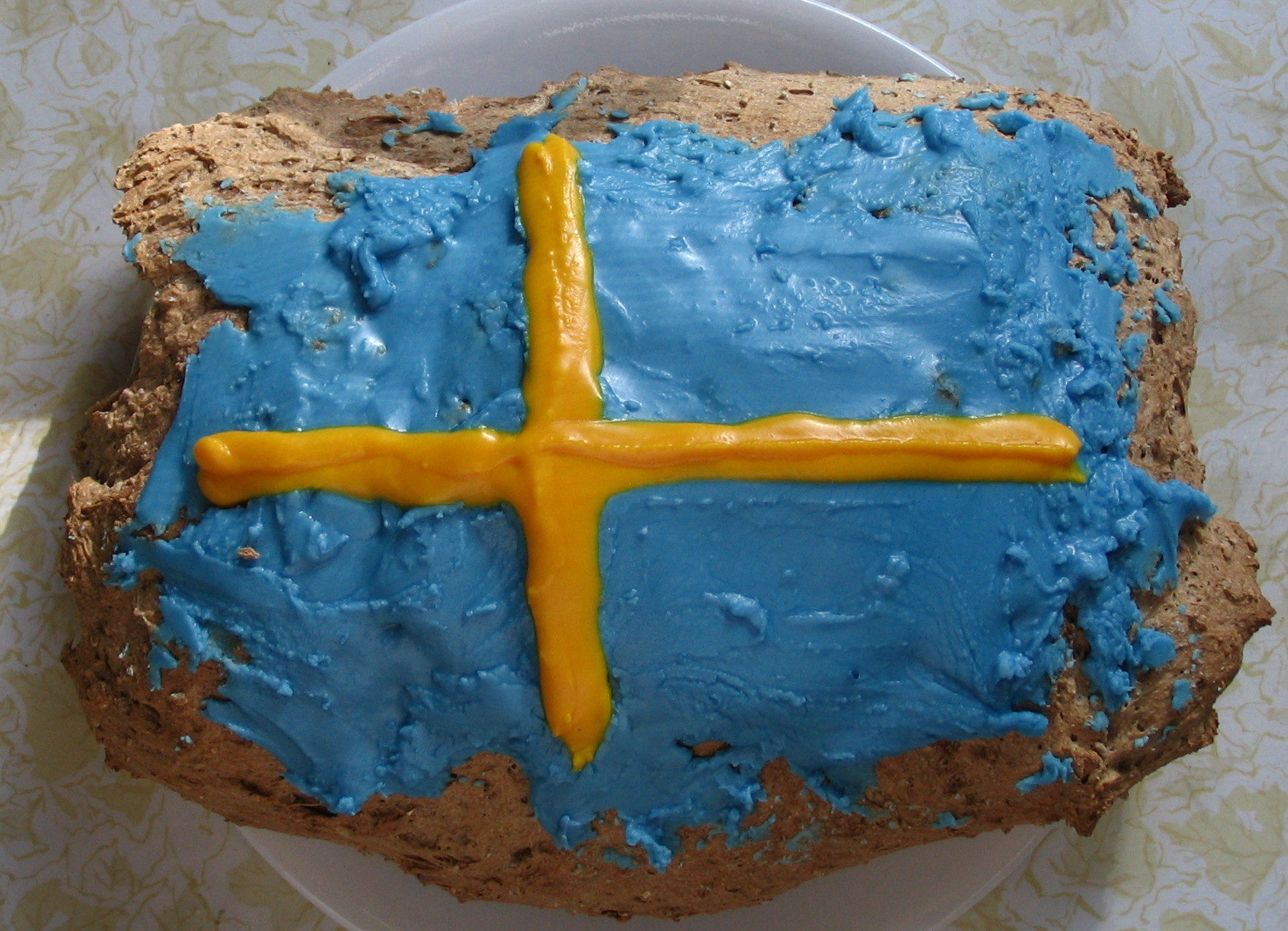
Хлеб лимпа с глазурью в цветах шведского флага к Национальному дню Швеции, 2007 год

Патока, коричневый сахар, тмин и вода доводятся до слабого кипения, затем добавляется жир или сливочное масло и цедра цитрусовых. Когда смесь остывает и становится чуть тёплой, её смешивают с активированными дрожжами и ржаной мукой. После того, как тесто поднимается, добавляют ещё муки и ждут, чтобы тесто поднялось второй раз. Затем верх буханки смазывают топлёным маслом и выпекают. В некоторых рецептах смесь с патокой добавляют к сухим ингредиентам после того, как ржаную муку ошпаривают горячей водой.

## Ингредиенты
Исторически этот хлеб заквашивали на ферментированном пивном сусле, поэтому его также называют vörtlimpa («сусляная буханка»). В современных рецептах в качестве ингредиента иногда используется крепкое пиво.
В вариациях рецепта тмин заменяют кардамоном или не добавляют апельсиновую цедру; в США самый распространенный вариант рецепта включает апельсиновую цедру и специи.
К ржаной муке может добавляться кукурузная, цельнозерновая или универсальная мука. Для получения апельсинового аромата, кроме цедры, можно использовать апельсиновое масло. Может добавляться изюм или чернослив, но это отклонение от традиционного рецепта.